# Himne de l'Exèrcit Popular d'Alliberament
L'himne de l'Exèrcit d’alliberament del poble (xinès: 中國人民解放軍軍歌), també conegut com la Marxa de l'Exèrcit Popular d'Alliberament, és una cançó patriòtica de la República Popular de la Xina. La cançó va ser escrita per Gong Mu (en xinès: 公木) i composta per Zheng Lücheng (en xinès: 郑 律 成, en coreà: 정률성).
El nom anterior de la cançó era Marxa de la Brigada del Camí Vuitè (xinès: 八路軍進行曲). La cançó es va conèixia com la "Marxa de l'Exèrcit d'Alliberament" durant la segona guerra civil xinesa. Les lletres van ser reeditades pel Departament de Política General el 1951 i la cançó va canviar el nom a Marxa de l'EPA el 1965.
Una versió de la cançó anomenada Desfilada del PLA és utilitzada com el tema principal de desfilades militars, com la del Dia Nacional de la Xina. Des del 1949, això ha estat la marxa entonada al pas de l'EPA en cada desfilada militar.

## Canvis
Les lletres d'aquesta cançó han anat variant en el temps:
1. La llibertat està volant alt (canviat a: la bandera de Mao Zedong està volant alt)
2. Lluitar per la democràcia i la llibertat (canviat a: la victòria final)
3. Lluitar per l’alliberament nacional. (canviat a: Alliberament de tot el país!)

## Lletra
| Xinès simplificat | Xinès tradicional | Pinyin | Català |
| --- | --- | --- | --- |
| 向前！向前！向前！ 我们的队伍向太阳， 脚踏着祖国的大地， 背负着民族的希望， 我们是一支不可战胜的力量！ 我们是工农的子弟， 我们是人民的武装。 从无畏惧，绝不屈服，英勇战斗， 直到把反动派消灭干净， 毛泽东的旗帜高高飘扬！ 听！风在呼啸军号响， 听！革命歌声多嘹亮！ 同志们整齐步伐奔向解放的战场， 同志们整齐步伐奔赴祖国的边疆， 向前！向前！ 我们的队伍向太阳， 向最后的胜利， 向全国的解放！ | 向前！向前！向前！ 我們的隊伍向太陽， 腳踏著祖國的大地， 背負著民族的希望， 我們是一支不可戰勝的力量！ 我們是工農的子弟， 我們是人民的武裝。 從無畏懼，絕不屈服，英勇戰鬥， 直到把反動派消滅乾淨， 毛澤東的旗幟高高飄揚！ 聽！風在呼嘯軍號響， 聽！革命歌聲多嘹亮！ 同志們整齊步伐奔向解放的戰場， 同志們整齊步伐奔赴祖國的邊疆， 向前！向前！ 我們的隊伍向太陽， 向最後的勝利， 向全國的解放！ | Xiàng qián! Xiàng qián! Xiàng qián! Wǒmen de duìwǔ xiàng tàiyáng, Jiǎo tàzhe zǔguó de dàdì, Bēifùzhe mínzú de xīwàng, Wǒmen shì yī zhī bùkě zhànshèng de lìliang! Wǒmen shì gōngnóng de zǐdì, Wǒmen shì rénmín de wǔzhuāng. Cōng wú wèijù, juébù qūfú, yīngyǒng zhàndòu, Zhídào bǎ fǎndòngpài xiāomiè gānjìng, Máo Zédōng de qízhì gāogāo piāoyáng! Tīng! Fēng zài hūxiào jūnháo xiǎng, Tīng! Gémìng gēshēng duō liáoliàng! Tóngzhìmen zhěngqí bùfá bēnxiàng jiěfàng de zhànchǎng, Tóngzhìmen zhěngqí bùfá bēnfù zǔguó de biānjiāng. Xiàng qián! Xiàng qián! Wǒmen de duìwǔ xiàng tàiyáng, Xiàng zuìhòu de shènglì, Xiàng quánguó de jiěfàng! | Endavant! Endavant! Endavant! Les nostres forces armades es dirigeixen al Sol Caminant pel terra de la nació, Portant l'esperança del poble, Som una força imparable! Som els fills dels treballadors i camperols Som les armes del poble! Sense por, sense renfir-nos, lluitant heroicament, Fins que eliminem tots els contrarevolucionaries La bandera de Mao Zedong està volant alt Escolta! El vent brama i la corneta sona Escolta! Hark! Que aterradora son la cançó revolucionària! Camarades, marxem units als camps de batalla per la llibertat Camarades, marxem units a les fronteres de la nostra nació! Endavant! Endavant! Les nostres forces armades es dirigeixen al Sol Cap a la victòria final, Per l'alliberament de tot el país! |